# Men in Black: The Series – Crashdown
Men in Black: The Series – Crashdown es un videojuego de disparos en primera persona basado en la serie animada de televisión Men in Black: The Series. El juego fue desarrollado por Runecraft y publicado por Infogrames para PlayStation. El juego se lanzó en noviembre de 2001 y recibió críticas mixtas y promedio.

## Jugabilidad
La historia del juego gira en torno a extraterrestre terroristas que intentan secuestrar al presidente de los Estados Unidos para apoderarse del mundo. El jugador elige jugar como Agente J o Agente K, de la serie de televisión y la película, que debe detener el intento de invasión alienígena. El juego es un shooter en primera persona que consta de 26 niveles que se distribuyen en varios lugares. Los mapas se proporcionan al jugador para cada nivel. El agente Zed, el líder de la organización Men in Black, informa al jugador en las escenas que aparecen entre niveles. La actuación de voz se usa durante las escenas. En cada nivel, el jugador debe completar varios objetivos para avanzar, que incluyen resolver rompecabezas.
El jugador debe defenderse de varios enemigos alienígenas que son capaces de caminar, gatear, volar y colgarse de los techos. Si el jugador mata a un transeúnte inocente, el nivel termina y debe volver a jugarse desde el principio. El jugador comienza el juego con un arma parecida a una pistola. A medida que avanza el juego, el jugador mejora a armas más poderosas, incluido el Grillo ruidoso de la película. En lugar de usar cargadores de munición, el jugador debe recargar las armas en las estaciones de carga que se encuentran dispersas a lo largo de cada nivel y están disfrazadas de objetos como teléfono públicos, cajero automáticos, y máquinas expendedoras.

## Desarrollo y lanzamiento
En mayo de 2001, Infogrames anunció durante la Electronic Entertainment Expo (E3) que había obtenido los derechos para crear un videojuego de disparos en primera persona basado en la serie animada de televisión, que sería desarrollado por Runecraft con un lanzamiento previsto para PlayStation a finales de año. Men in Black: The Series – Crashdown se estrenó en los Estados Unidos el 20 de noviembre de 2001.

## Recepción
En Metacritic, el juego tiene una puntuación de 59/100, lo que indica "críticas mixtas o promedio".
Computer and Video Games escribió que "vale la pena echarle un vistazo por un poco de resolución de misiones sin sentido y destrucción de extraterrestres", afirmando que "los controles son fáciles", por lo que quedarse atascado no es un problema. Es muy divertido aunque un poco liviano para fanáticos de las explosiones endurecidos". Suzi Sez de GameZone consideró que el juego y sus gráficos estaban "ligeramente por encima del promedio", pero escribió: "Las caracterizaciones de voz fueron bastante decentes y la música en general fue mejor que el promedio". Sez dijo: "No me impresionó demasiado este juego en particular. Carece de dinamismo y fuerza y se juega más como un juego tipo hack 'n slash".
Tina Bradley de Gamezilla elogió las escenas "divertidas" del juego y sus efectos de sonido, y lo calificó como uno de los pocos videojuegos de Men in Black en capturar con éxito " algo del humor extravagante y los ingeniosos artilugios de la película". Sin embargo, Bradley criticó el juego por "robar muchos elementos de las películas y juegos de Alien, desde los diseños enemigos hasta el detector de radar". Bradley consideró que la jugabilidad era excepcional pero "no innovadora de ninguna manera". Bradley señaló que los gráficos eran "decentes, pero no espectaculares", afirmando que "tienen un aspecto de dibujos animados que encaja con la serie de televisión". Bradley concluyó: "Este juego no es el mejor juego de disparos que existe, pero es sólido. Hace un buen uso de la licencia de MIB, y los fans de la película y los dibujos animados deberían disfrutar de este juego si les gustan los juegos de disparos en primera persona en absoluto."